# Mễ Trì
Mễ Trì là một phường thuộc quận Nam Từ Liêm, thành phố Hà Nội, Việt Nam.

## Địa lý
Phường Mễ Trì nằm ở phía đông nam quận Nam Từ Liêm, có vị trí địa lý:
- Phía đông giáp các quận Cầu Giấy và Thanh Xuân
- Phía tây giáp phường Phú Đô
- Phía nam giáp phường Trung Văn
- Phía bắc giáp phường Mỹ Đình 1.

Phường có diện tích 4,67 km², dân số năm 2022 là 32.169 người, mật độ dân số đạt 6.888 người/km².

## Lịch sử
Trước đây, Mễ Trì là một xã thuộc huyện Từ Liêm cũ. Xã Mễ Trì có 3 thôn: Mễ Trì Thượng, Mễ Trì Hạ và Phú Đô. Đất thổ cư của thôn Mễ Trì thượng và Mễ Trì hạ giáp nhau, chỉ phân cách bằng một dải đất trũng, người dân địa phương thường gọi là Ao Khoang. Xưa kia chủ yếu dùng để thoát nước mưa từ vùng đất phía đông và đông bắc 2 làng, nơi có đầm Mễ Trì là một đầm rất dài và rộng. Sau đó nó được ngăn thành các ao nuôi cá. Ngày nay các ao này đã bị lấp đi, hai làng liền nhau, dự án xây đường nối Trung tâm hội nghị quốc gia với đường Mễ Trì.
Làng Phú Đô nằm giáp sông Nhuệ và cách xa hai làng nói trên hơn 1 km.
Mễ Trì là địa danh cổ, truyền thống văn hóa lâu đời, nhiều di sản văn hóa từ thời xưa hiện còn tồn tại. Nơi đây ngày xưa nổi tiếng với câu ca dao:
Cốm Vòng, gạo tám Mễ Trì
Tương Bần, húng Láng, còn gì ngon hơn".
Theo sử sách ghi lại, xã Mễ trì ngày xưa có tên là Anh Sơn tên cổ là Kẻ Mẩy. Nơi đây, đất đai phì nhiêu màu mỡ, người dân cấy cày trồng lúa tám thơm. Cuối thế kỷ 19, danh tiếng gạo tám thơm bay tận kinh đô Huế và được dâng lên vua. Vua khen và ban cho tên là Mễ Trì(Ao gạo). Kể từ đó, cái tên Mễ Trì lưu truyền đến bây giờ.
Thôn Mễ Trì Hạ còn du nhập nghề làm cốm từ làng Vòng và lưu truyền từ hàng trăm năm trước đến tận bây giờ. Tuy nhiên do đô thị hóa quá nhanh hiện giờ cốm Mễ Trì cũng đang đứng trước nguy cơ biến mất.
Làng Phú Đô (nay là phường Phú Đô) cũng rất nổi tiếng về nghề làm bún.
Ngày 27 tháng 12 năm 2013, Chính phủ ban hành Nghị quyết số 132/NQ-CP về việc điều chỉnh địa giới hành chính huyện Từ Liêm để thành lập 2 quận và 23 phường thuộc thành phố Hà Nội. Theo đó:
- Chuyển xã Mễ Trì về quận Nam Từ Liêm mới thành lập
- Thành lập phường Mễ Trì trên cơ sở điều chỉnh 467,30 ha diện tích tự nhiên và 26.688 người của xã Mễ Trì
- Thành lập phường Phú Đô trên cơ sở điều chỉnh 239 ha diện tích tự nhiên và 13.856 người còn lại của xã Mễ Trì.

## Di tích

### Miếu Đầm
Di tích miếu Đầm nằm trong khuôn viên chung của Trung tâm Hội nghị Quốc gia Việt Nam Di tích thờ vị thánh có tên là Thánh Đầm. Căn cứ vào hệ thống sắc phong của miếu gồm 18 đạo sắc trải các đời từ thời Lê đến thời Nguyễn, Miếu Thánh Đầm thờ thần rắn trắng là con trai của Vua Thủy Tề.

### Miếu Bản Thổ
Miếu Bản Thổ thuộc làng Mễ Trì Hạ, phường Mễ Trì, quận Nam Từ Liêm, thành phố Hà Nội. Miếu Bản Thổ là nơi thờ Quốc Vương Thiên Tử, Hiển Ứng Dực Thánh, Anh Nghị Diệu Cảm, Lã Tá Tướng Quân thời Ngô Quyền. Ông tên thật là Lã Đại Liệu quê ở Tế Giang, huyện Văn Lâm, Hưng Yên. Ông vốn là người võ nghệ siêu quần, được mệnh danh là đại đô vật, hô phong hoán vũ. Ông là bộ tướng thứ 7 của Trần Lãm dưới thời Ngô Vương, có công đánh đuổi giặc Nam Hán, dẹp phản loạn.
Con trai Lã Tá Tướng Quân là Lã Tá Đường sau nối nghiệp cha, trở thành một sứ quân ở Tế Giang, Hưng Yên nổi dậy thời 12 sứ quân. Miếu Bản Thổ còn lưu giữ 5 đạo sắc của các triều đại phong kiến phong cho Ông.